# Labětín
Labětín je vesnice, část obce Řečany nad Labem v okrese Pardubice. Nachází se asi 1,5 km na východ od Řečan nad Labem. V roce 2009 zde bylo evidováno 100 adres. V roce 2001 zde trvale žilo 244 obyvatel.
Labětín je také název katastrálního území o rozloze 2,36 km2.

## Historie
První písemná zmínka o obci pochází z roku 1333.

## Pamětihodnosti
- Venkovský dům čp. 6 (Labětín)
- Milník u Labětína
- unikátní Monoxyl - vyloven z Labe u Labětína roku 1957 [7]

## Galerie

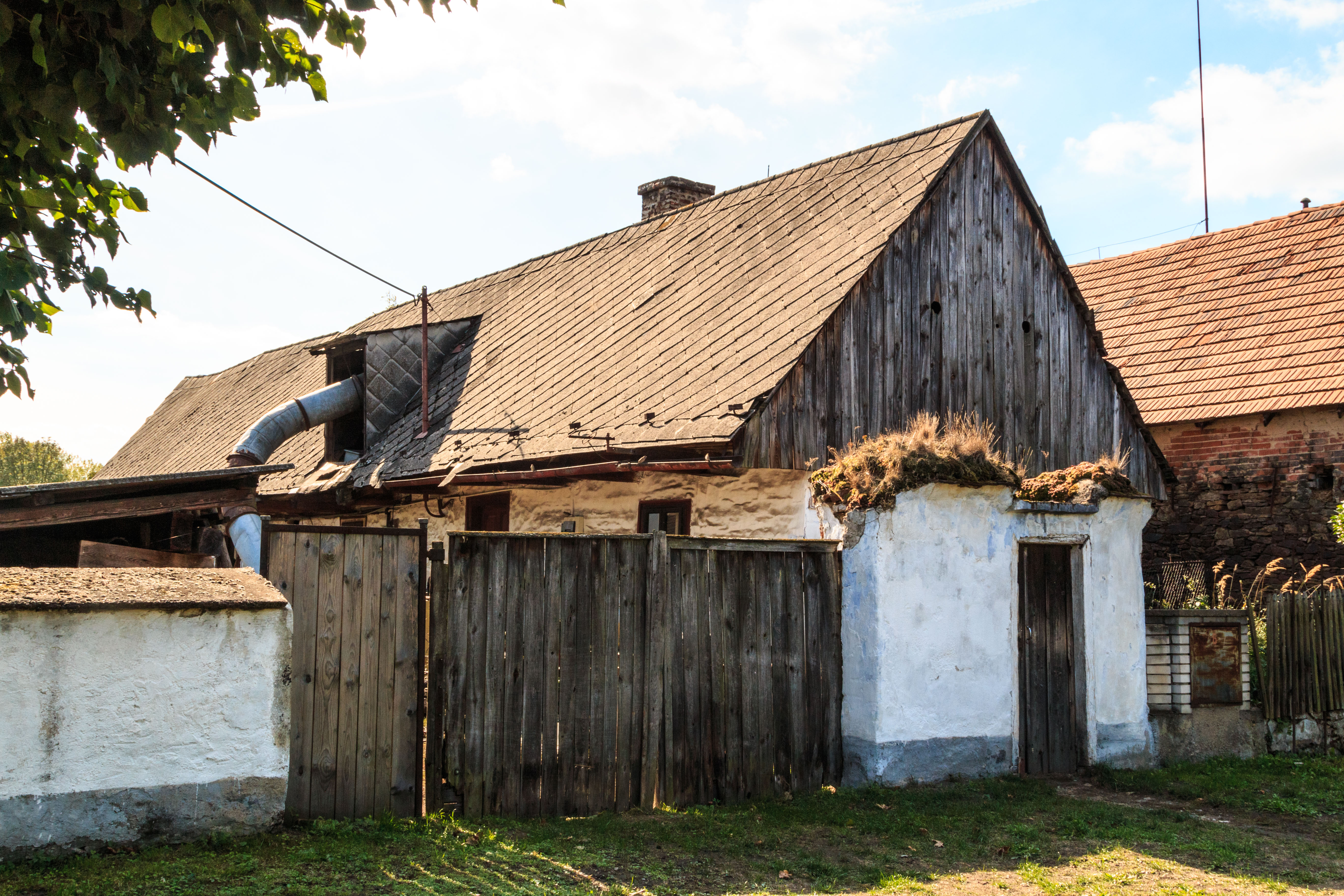
Labětín - dům čp. 6
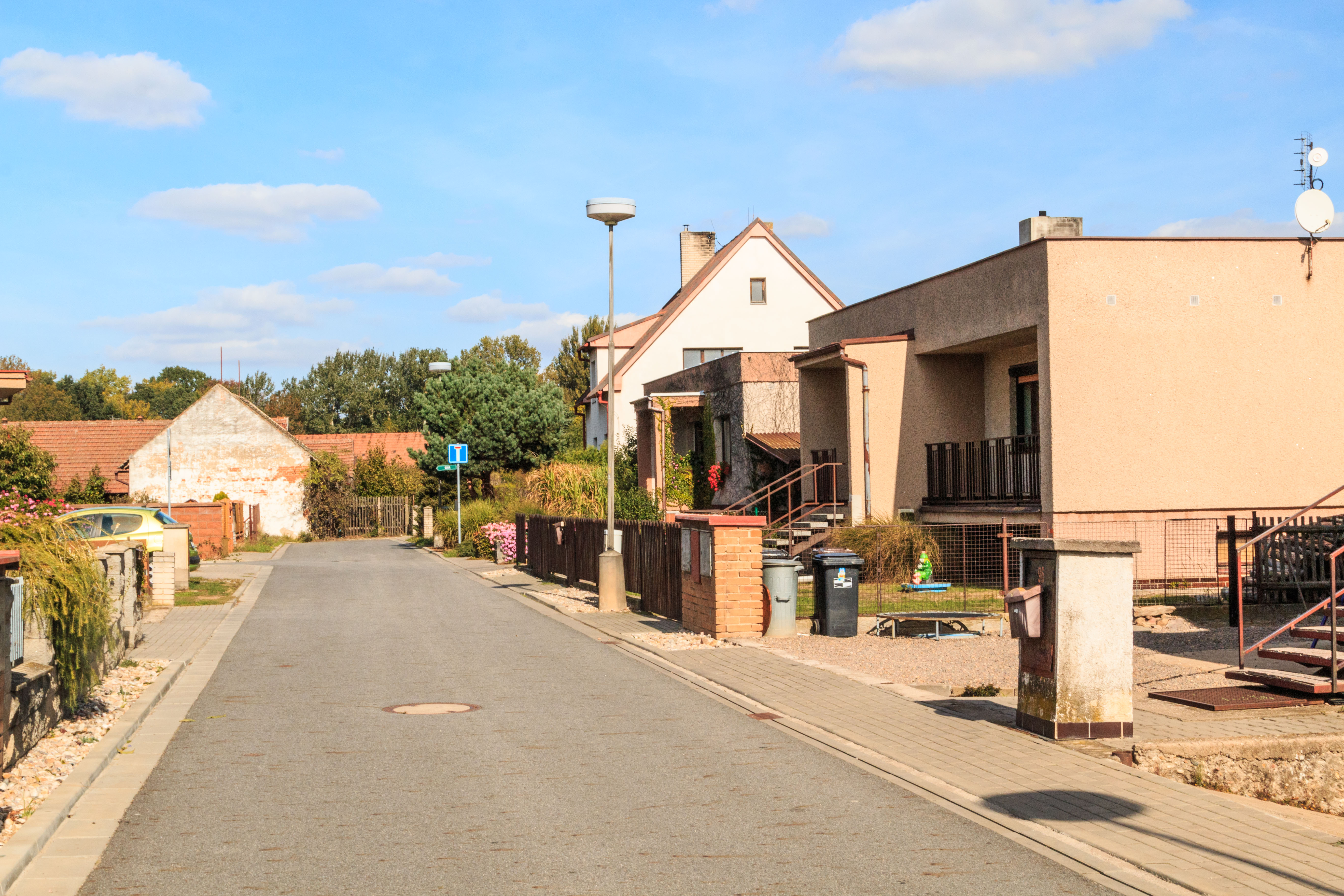
Polní ulice v Labětíně
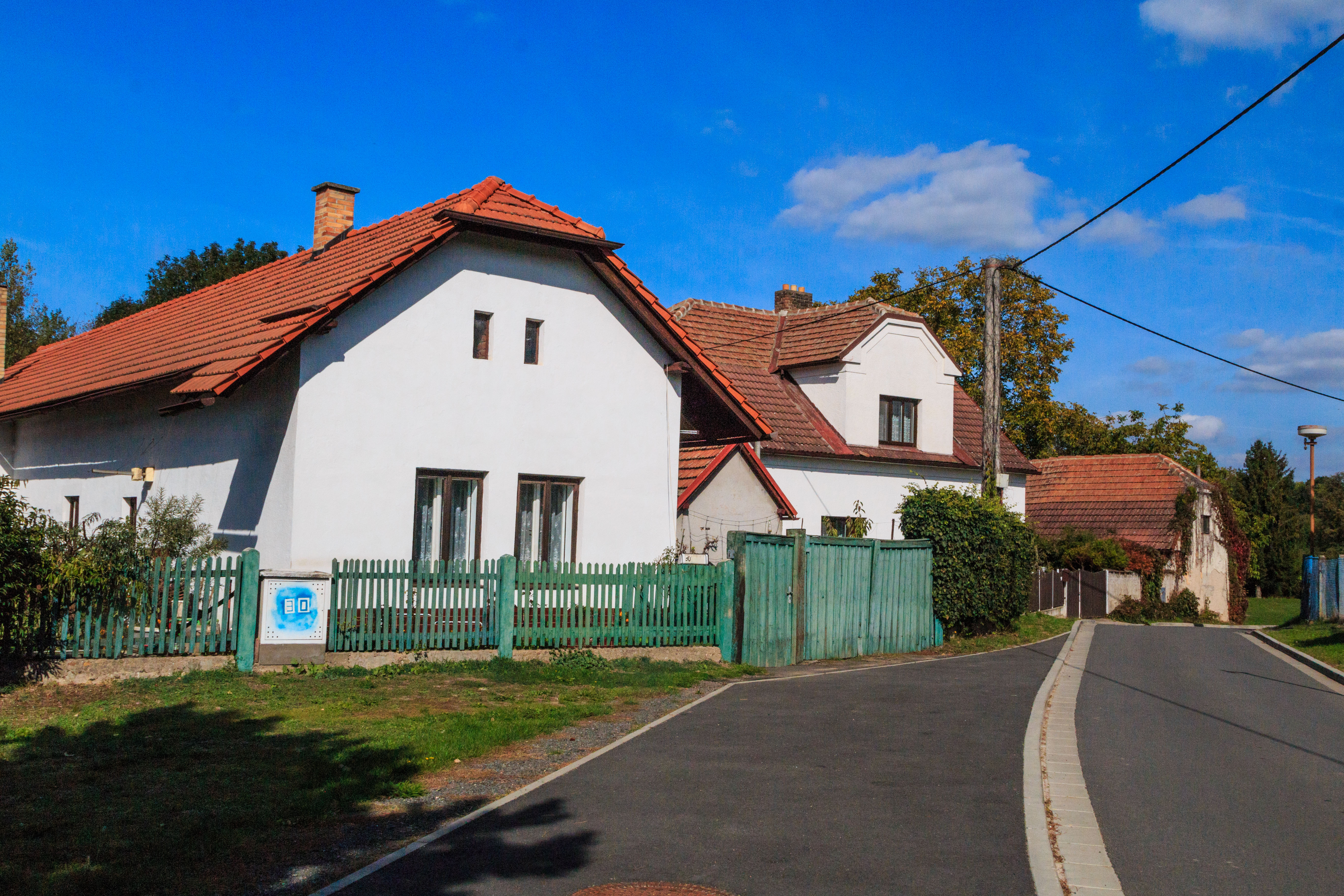
ulice K Labi v Labětíně
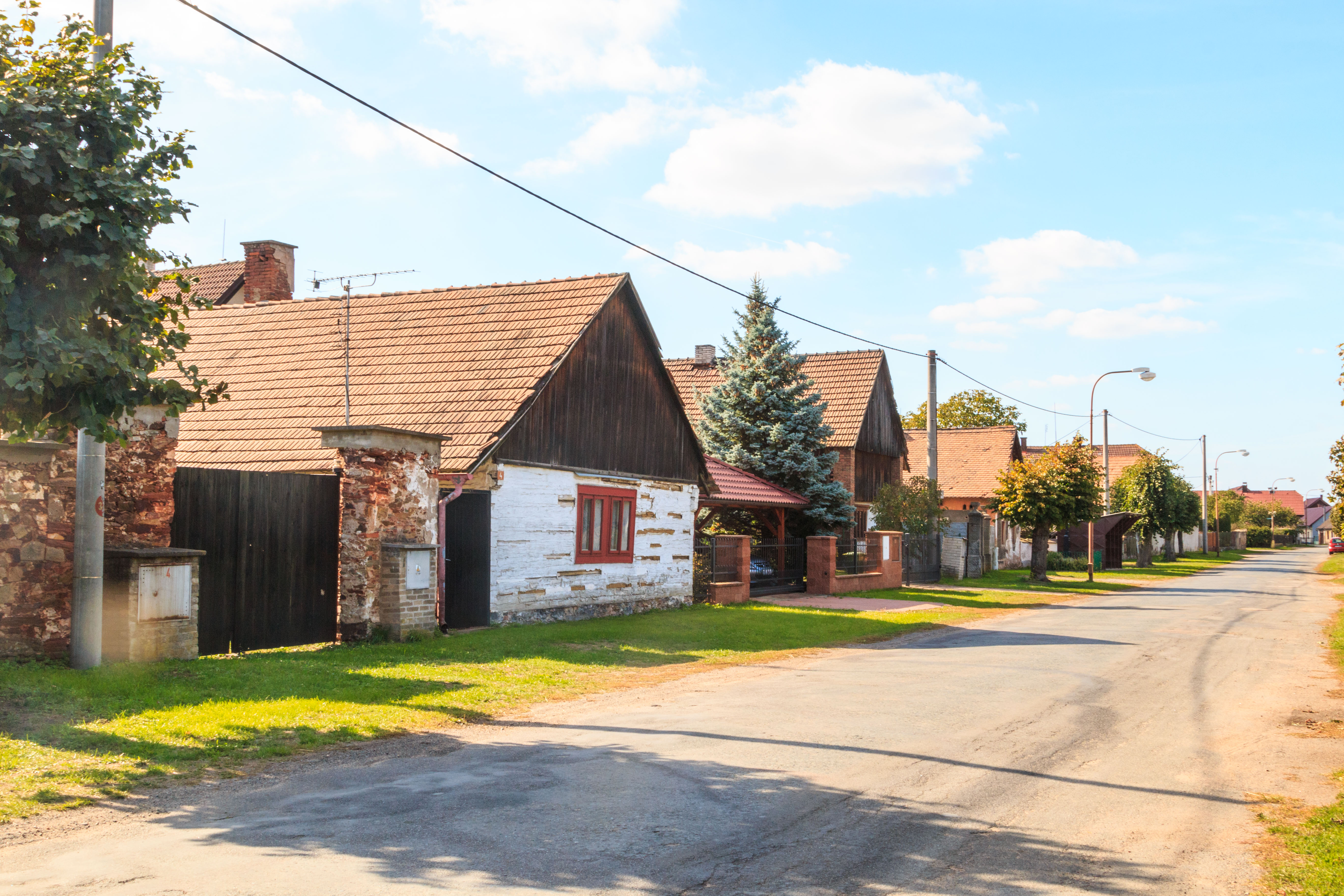
ulice Obránců míru v Labětíně